# Rwa barkowa
Rwa barkowa – spowodowana  jest zmianami zwyrodnieniowymi kręgosłupa w odcinku szyjnym,  zaliczana jest   (podobnie jak rwa kulszowa) do korzeniowych zespołów bólowych. Charakterystyczny jest ból karku i ramienia z promieniowaniem  do ręki, najczęściej (choć nie jedynie) występuje w starszym wieku.

## Przyczyny
- czynniki zewnętrzne (ciężka  lub długotrwała praca fizyczna prowadząca do zmian w obrębie kręgosłupa szyjnego)
- hormonalne (zmiana struktury kości pod wpływem zaburzeń hormonalnych)
- zmiany zwyrodnieniowe kręgosłupa szyjnego

## Objawy
- silny ból karku i ramienia nasilający się podczas ruchów głowy, kaszlu i kichania
- promieniowanie bólu do kończyny górnej
- ból może obejmować  plecy (najczęściej okolice łopatki)  oraz  przednią  powierzchnię klatki piersiowej
- występuje  zazwyczaj rano po przebudzeniu (często nagle)
- niekiedy towarzyszą  niedowłady  kończyny (zmniejszona zdolność poruszania)
- występować mogą zaburzenia czucia w postaci mrowienia i pieczenia (parestezje)

## Leczenie
- noszenie kołnierza ortopedycznego
- leki przeciwbólowe, leki zmniejszające napięcie mięśni
- ciepłolecznictwo
- prądy diadynamiczne
- laseroterapia
- po ustąpieniu okresu silnego bólu wskazane są masaże mięśni szyi i karku
- ćwiczenia korygujące postawę ciała
- ćwiczenia izometryczne karku, barku i górnej części klatki piersiowej
- ćwiczenia  wzmacniające mięśnie kręgosłupa szyjnego
- wyciąg szyjny w pozycji leżącej (jest bezpieczniejszy) lub siedzącej, 15-20 zabiegów, czas trwania do 20  minut

obciążenie 5–8 kg. Jest przeciwwskazany  u pacjentów po 65 roku, z zaawansowaną osteoporozą, kręgozmykiem. 
- leczenie operacyjne – jeżeli bóle nie ustępują oraz utrzymują się niedowłady lub porażenia kończyny górnej

Przeczytaj ostrzeżenie dotyczące informacji medycznych i pokrewnych zamieszczonych w Wikipedii.